# Baek Jong-kwon
Jong-Kwon Baek est un boxeur sud-coréen né le 7 novembre 1971 à Kyungsangnam-Do.

## Carrière
Passé professionnel en 1992, il devient champion de Corée du Sud des poids légers en 1994 puis champion d'Asie OPBF de la catégorie en 1997 et enfin champion du monde des super-plumes WBA le 31 octobre 1999 après sa victoire aux points contre Lakva Sim. Baek perd son titre le 21 mai 2000 face à Joel Casamayor. Il met un terme à sa carrière l'année suivante sur un bilan de 22 victoires, 1 défaite et 1 match nul.